# Канюк пустельний
Каню́к пусте́льний. (Parabuteo unicinctus) — середнього розміру хижий птах з роду пустельних канюків підродини канючних (Buteoninae). У природі поширений переважно по всій території Північної Америки та, частково, Південної, іноді цей вид відмічають в Європі. Дуже поширений як ловецький птах. Англійська назва англ. Harris's hawk (канюк Гарріса) дана птахові на честь британського орнітолога Едварда Гарріса.

## Опис
Пустельний канюк за розміром дещо більший від сапсана та менший від канюка червонохвостого. Довжина тіла 46—59 см, розмах крил 103—120 см. Самиця зазвичай на третину більша від самця. Забарвлення темно-коричневе з каштановими плечима, низом крил та стегнами. Хвіст при основі світлий, потім іде темна смуга, і на кінці знов світлий. Покривні пера хвоста світлі. В сидячій позиції має струнку поставу, з довгим хвостом та довгими ногами. Голова відносно невелика з потужним гачкуватим дзьобом. Восковиця світло-жовта, ноги жовті з потужними пазурами.

## Екологія
Трапляється в пустельно-чагарникових ландшафтах, мескітових заростях, напівпустелях, а в Латинській Америці також на болотах, у мангрових заростях, часто на краю заростей на високих деревах, стовпах. Протягом року тримається переважно одного місця, без сезонних міграцій. Протягом часу спостерігається поступове зменшення популяцій через втрату оселищ, але також помічене вторинне освоєння видом загосподарених територій.

### Поведінка
Тримаються стійкими групами, в яких домінуючу роль утримує самиця, за нею в ієрархії йде самець і тоді пташенята торішніх виводків. Групи налічують від 2 до 7 особин. Канюк пустельний не лише полює групами з певною тактикою, але група також співпрацює в побудові гнізд. Жоден інший хижий птах не має такої виробленої тактики групового полювання, як цей канюк..

### Живлення
Канюк пустельний живиться птахами, ящірками, дрібними тваринами та великими комахами. Завдяки груповому полюванню, група канюків здатна вполювати й більшу здобич, як от дорослих зайців, велику блакитну чаплю чи навіть глушця. Середня вага здобичі становить близько 800 г. Встановлено, що розмір їхнього дзьоба та лап пропорційно більші, аніж у хижаків подібного розміру — Buteo regalis, канюка червонохвостого та Geranoaetus albicaudatus, середня здобич яких становить відповідно 500, 300 та 200 г. Мисливську тактику канюка пустельного вважають пристосуванням до виживання у бідних на здобич пустельних екосистемах.

### Гніздування
Гніздо канюка пустельного, звите з паличок, коріння, кори та інших рослинних решток і вистелене мохом та корінцями, звичайно розміщене на деревах, кущах або кактусах. Будівництвом гнізда займається переважно самиця. Вона відкладає 2-4 білих або біло-блакитних, іноді поцяткованих яєць. А вже пізніше в догляді за кладкою можуть брати участь троє птахів.

## У полюванні
На Заході (окрім Азії) канюк пустельний є найпопулярнішим птахом для соколиних ловів, він найлегше піддається тренуванню та проявляє соціальну поведінку щодо людини.